# Antamenes tridens
Antamenes tridens är en stekelart som beskrevs av Giordani Soika 1995. Antamenes tridens ingår i släktet Antamenes och familjen Eumenidae. Utöver nominatformen finns också underarten A. t. trifasciatus.